# Et undertrykt folk har altid ret
Et undertrykt folk har altid ret er en dansk dokumentarfilm fra 1976 med instruktion og manuskript af Nils Vest.

## Handling
I maj 1974 gennemførte det israelske luftvåben en udslettelsesaktion mod den palæstinensiske flygtningelejr Nabatiyeh. Med dette som udgangspunkt gennemgås, hvorledes de sidste 50 års zionistiske kolonisering af Palæstina har ført til dels oprettelsen af staten Israel, dels fordrivelsen af et folk, det palæstinensiske, fra deres land. Filmen viser scener af dagliglivet i palæstinensiske flygtningelejre. Forskellige indbyggere fortælle om deres vilje til at vende tilbage til deres land, og det vises, hvorledes modstandsbevægelsen arbejder for at frigøre kvinden fra hendes traditionelle tilbagestående rolle. Samtidig analyseres fremkomsten af den væbnede modstandskamp, og den seneste militærteknologiske udviklings betydning for guerillakrige i den 3. verden forklares.
Filmen er optaget i Libanon i 1974. Den indeholder bl. a. interview med Leila Khaled fra PFLP.

## Omtale
Filmen mødte voldsom kritik fra jødiske og pro-israelske kredse. Den blev taget ud af Statens Filmcentrals distribution i 1977, men genudgivet i 1979 efter revidering. Den angivne længde på 510 meter/47 minutter er på den reviderede udgave.
Som følge af debatten udgav forlaget Demos bogen En undertrykt sandhed med beskrivelse af baggrunden for filmens tilblivelse og politiske standpunkt samt udgivernes og forfatternes syn på debatten.

## Priser
- Guldmedalje på The Palestine Film Festival 1976
- Poul Henningsen-prisen 1977[2]